# Liriomyza bulgarica
Liriomyza bulgarica är en tvåvingeart som beskrevs av Beiger 1979. Liriomyza bulgarica ingår i släktet Liriomyza och familjen minerarflugor.
Artens utbredningsområde är Bulgarien. Inga underarter finns listade i Catalogue of Life.